# خوان کارلوس هردیا
خوان کارلوس هردیا (انگلیسی: Juan Carlos Heredia؛ زادهٔ ۱ مهٔ ۱۹۵۲) بازیکن فوتبال اهل آرژانتین است.
از باشگاه‌هایی که در آن بازی کرده‌است می‌توان به باشگاه فوتبال ریور پلاته، باشگاه فوتبال روساریو سنترال، باشگاه فوتبال پورتو، باشگاه فوتبال الچه، باشگاه فوتبال آرژانتینوس جونیورز، و باشگاه فوتبال بارسلونا اشاره کرد.
وی همچنین در تیم ملی فوتبال اسپانیا بازی کرده‌است.